# Ceuthophilus pinalensis
Ceuthophilus pinalensis är en insektsart som beskrevs av Theodore Huntington Hubbell 1936. Ceuthophilus pinalensis ingår i släktet Ceuthophilus och familjen grottvårtbitare. Inga underarter finns listade i Catalogue of Life.